# Lwia Paszcza
Lwia Paszcza (niem. Gené Grund, Gené Quelle) – źródło w północno-zachodniej Polsce, prawy dopływ Lisiego Potoku. Znajduje się w środkowej części Puszczy Bukowej w województwie zachodniopomorskim.
Źródełko w malowniczym kolistym rozszerzeniu doliny Lisiego Potoku, w 1893 r. zostało obudowane i ujęte w żeliwny odlew lwiej paszczy, stąd powojenna nazwa źródełka i doliny. Dawna niemiecka nazwa Gené Grund, Gené Quelle została nadana na cześć Carla Ludwiga Gené, który był nadleśniczym w Śmierdnicy, wielce zasłużonym dla Puszczy Bukowej.